# زهرة الآلام الشائعة
زهرة الآلام الزرقاء، وتسمى أيضا زهرة أو وردة الساعة الشائعة أو زهرة الآلام الشائعة أو شَرَك فَلَك أو أبو سبعة ألوان (الاسم العلمي: Passiflora caerulea)، وهي أحد الأنواع من النباتات المزهرة التي يعود أصلها إلى أمريكا الجنوبية مثل (الأرجنتين، باراغواي، أوروغواي والبرازيل). وهي نبات نفضي متسلق شبه دائمة الخضرة وسريعة النمو يصل طولها إلى 10 أمتار أو أكثر، أوراقها راحية الشكل وازهارا غريبة حيث أنها تشبه الساعة وهي ذات ألوان مختلفة، ثمرتها برتقالية اللون بيضاوية الشكل، يزيد طولها إلى 6 سم، وغير صالحة للأكل.

## الزراعة
تزرع على نطاق واسع وتكون بمثابة جدار متسلق أو أرضي، وفي المناطق المعتدلة والأكثر اعتدالاً يمكن زراعتها في الخارج، ويمكن أن تصبح غازية للناتات الأخرى، والبراعم تظهر باستمرار ما لم تقطع، وقد كسبت جائزة بستنة الجمعية الملكية للحديقة باستحقاق.

## معرض صور

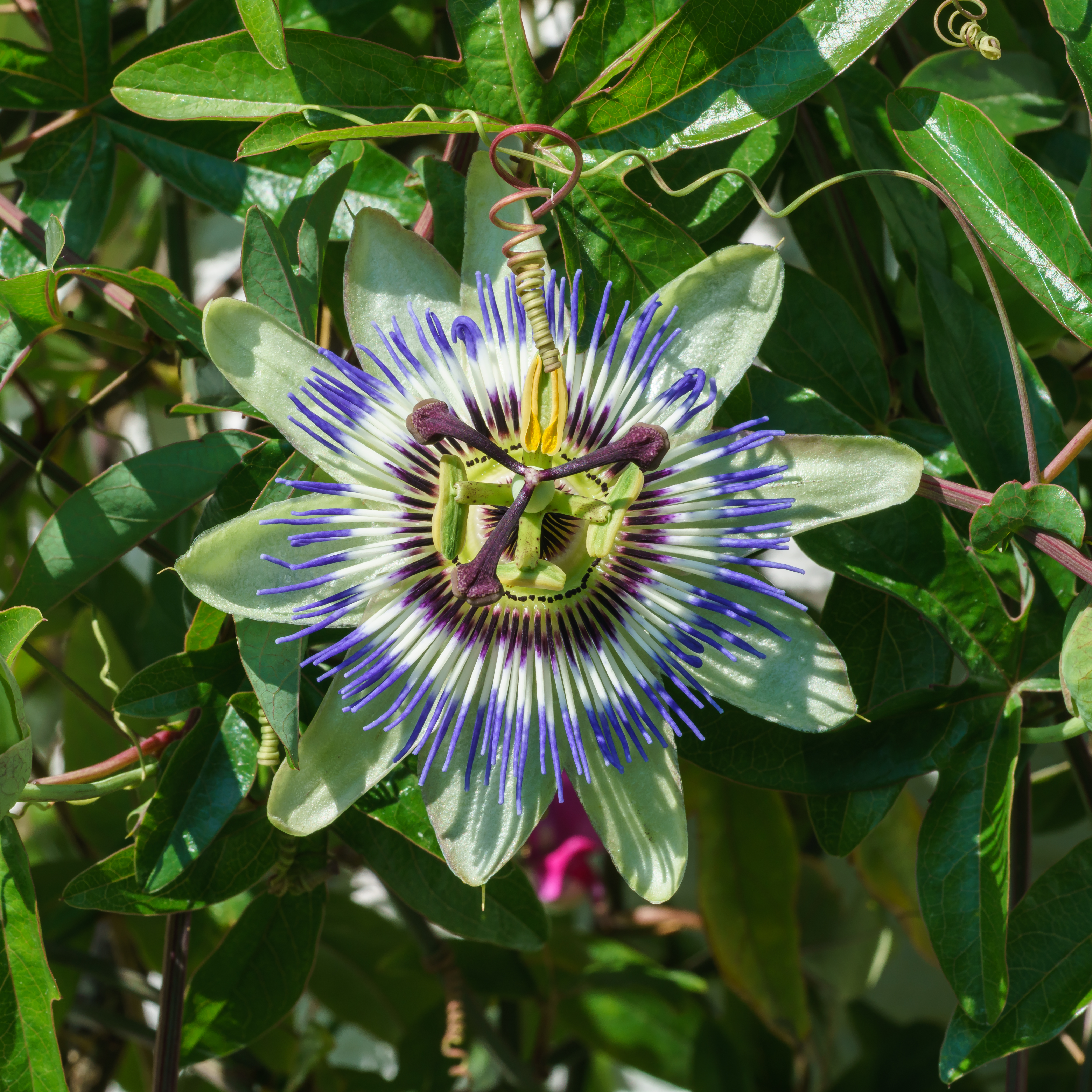
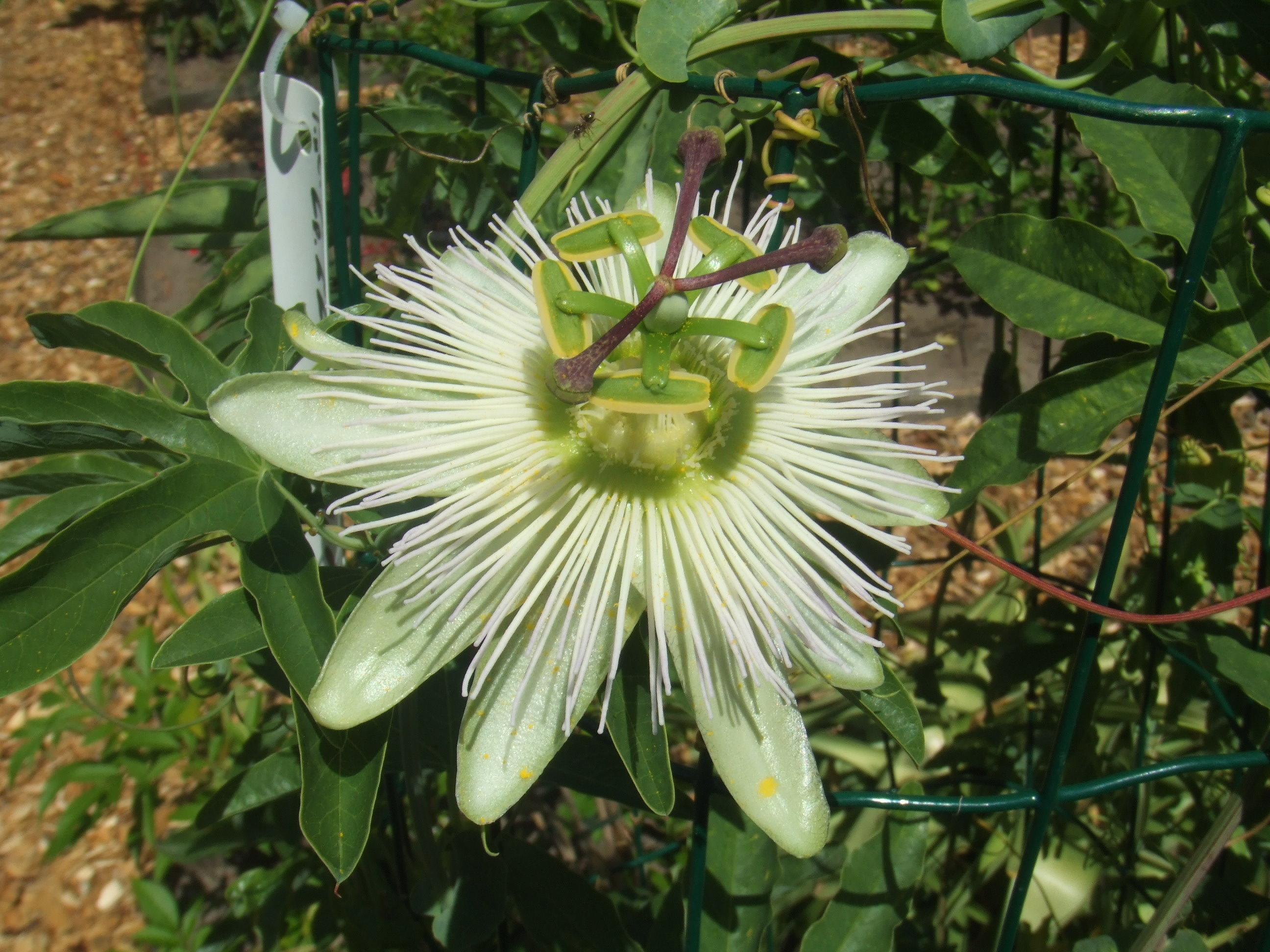
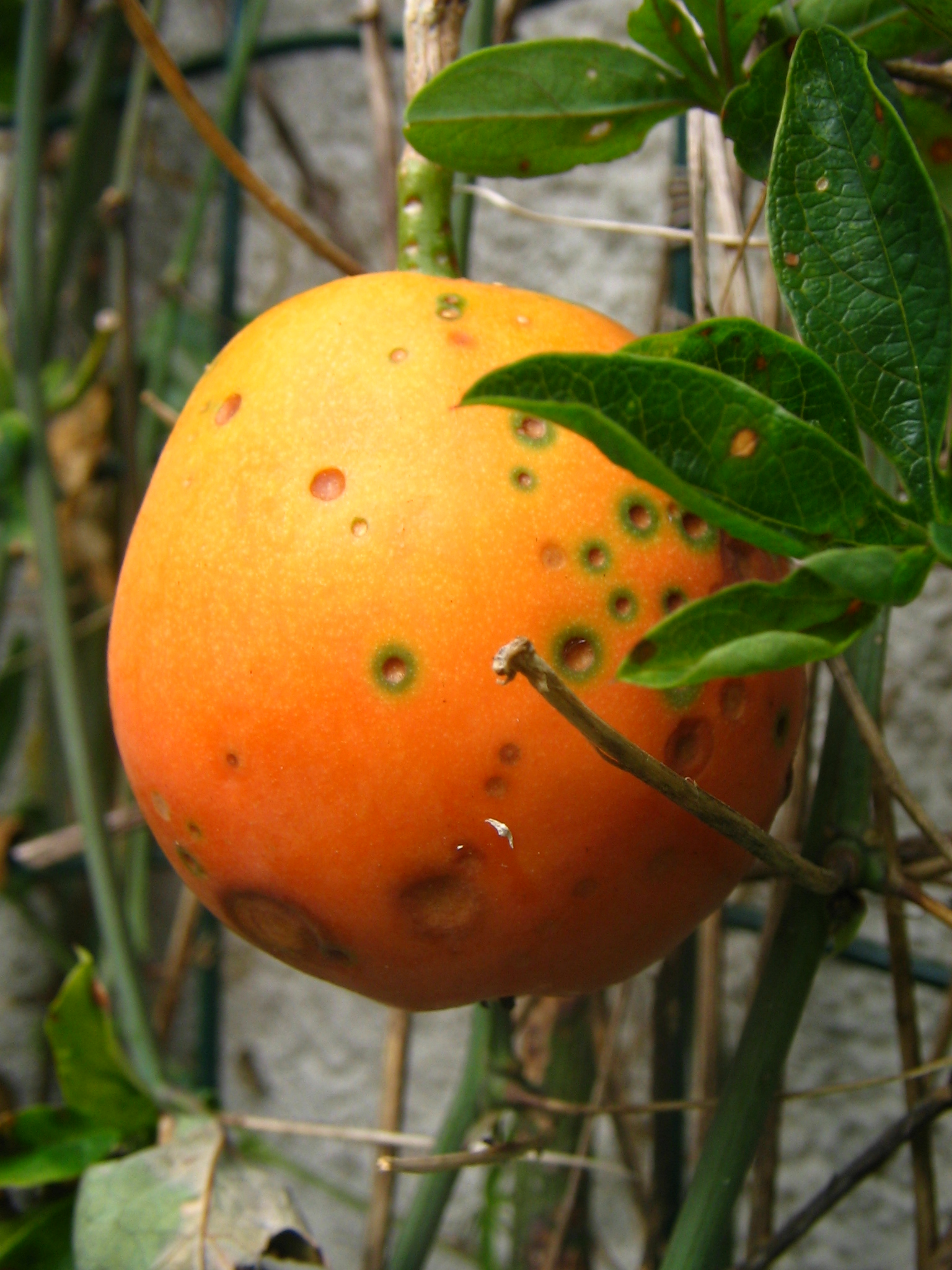
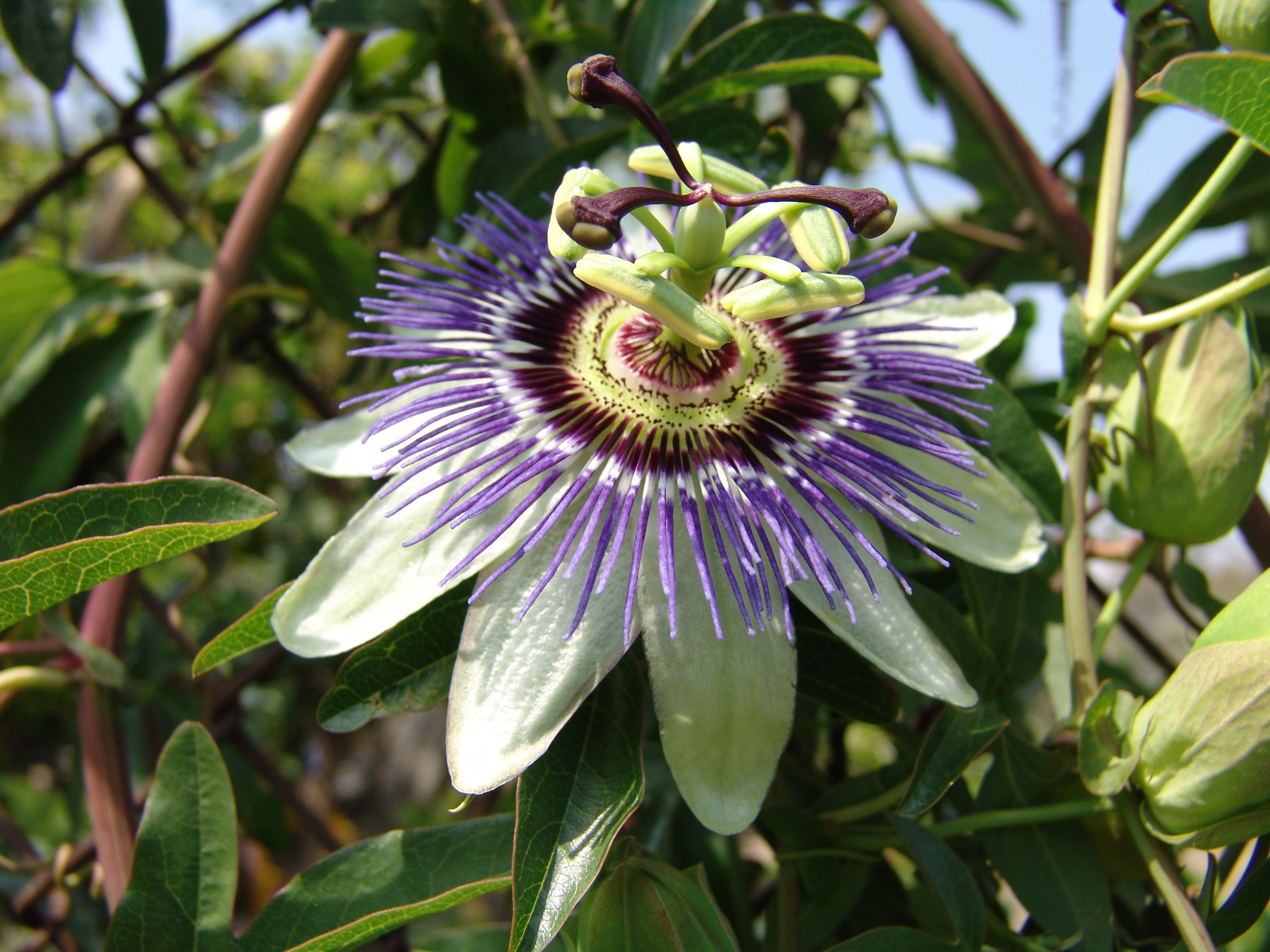
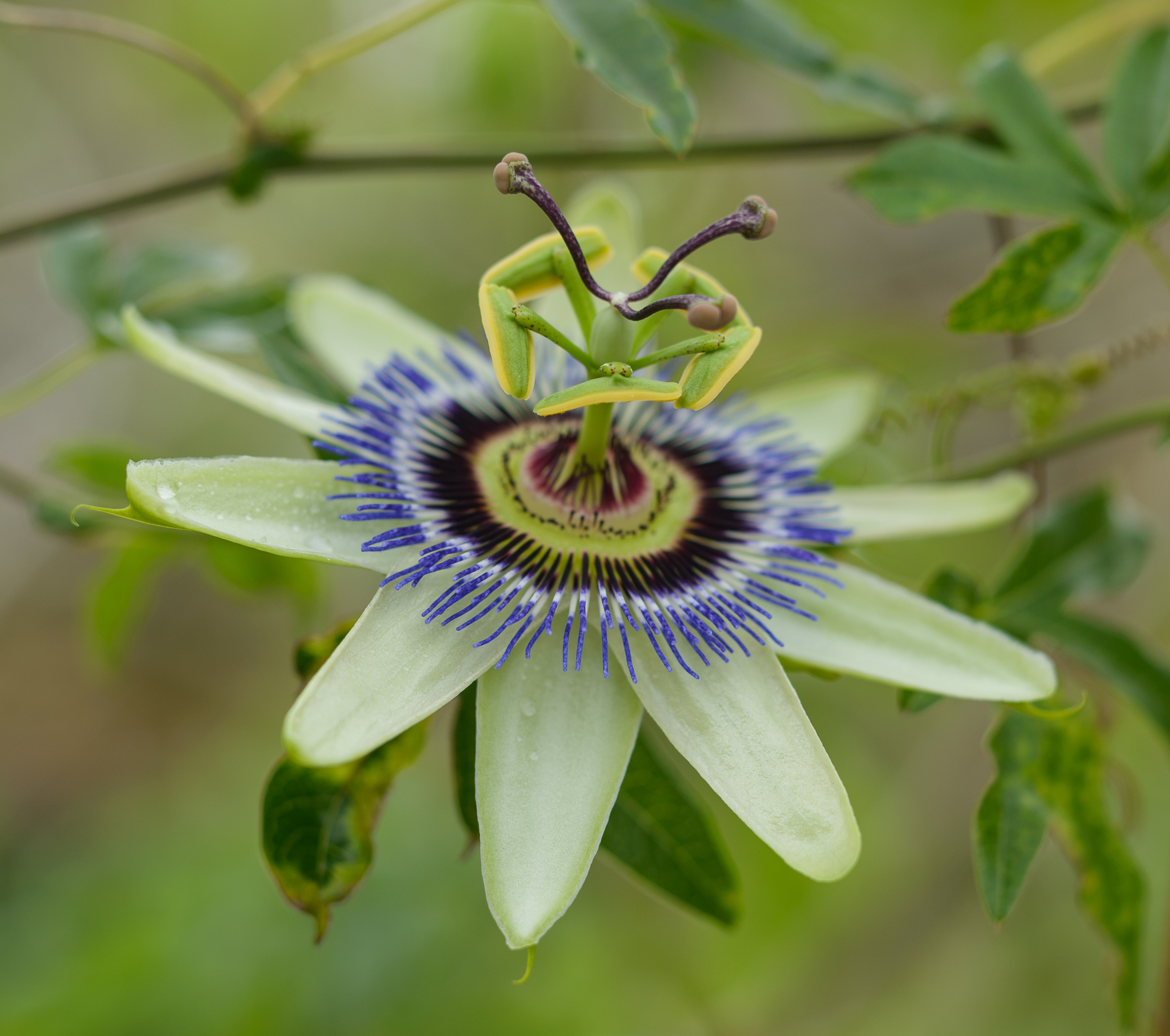
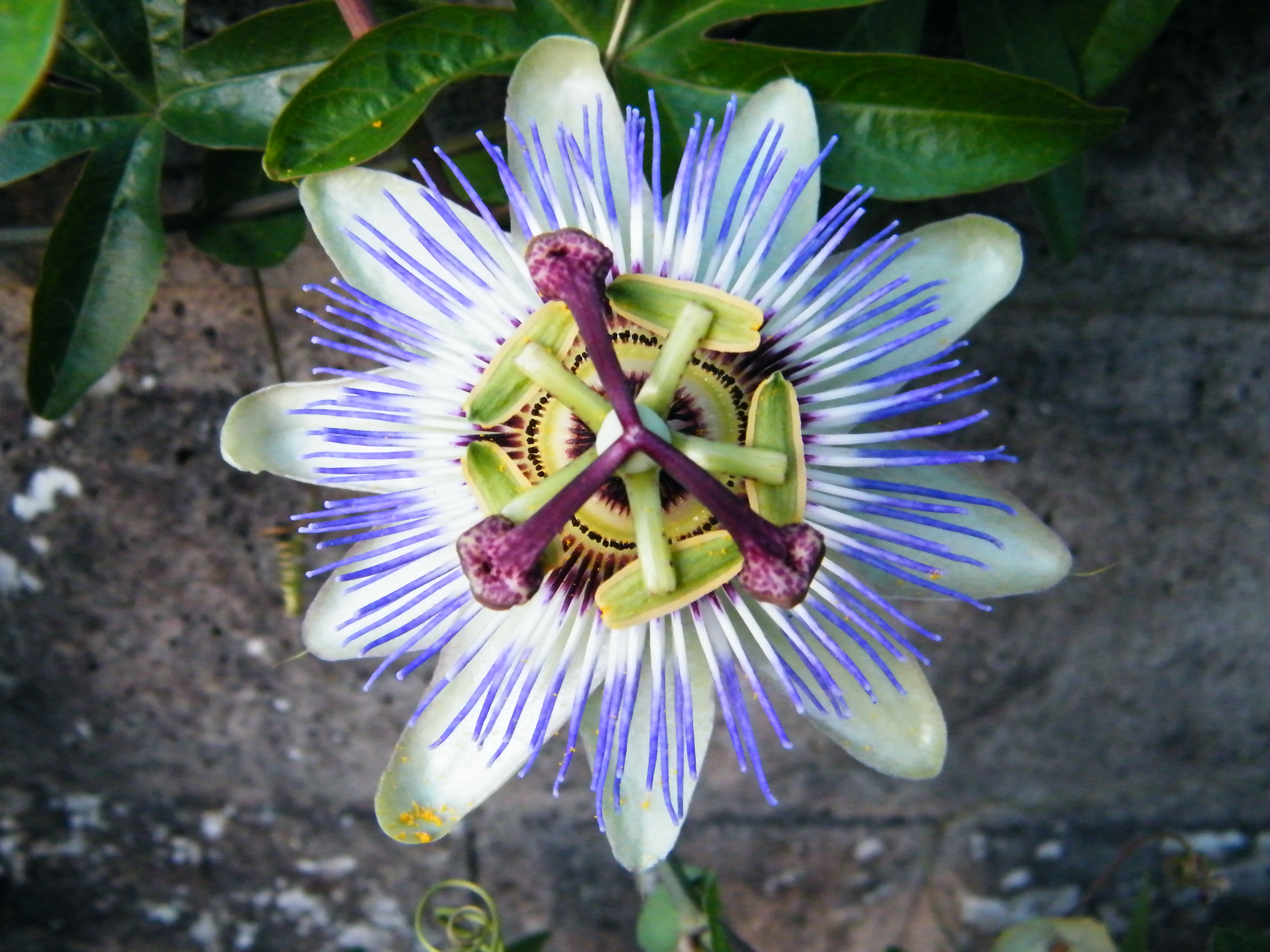